# Ракетные войска и артиллерия Российской Федерации

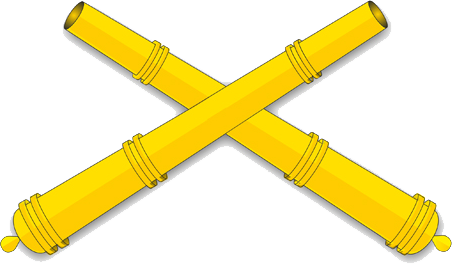
Петличная эмблема РВиА (c 2004 г.)

Раке́тные войска́ и артилле́рия (РВиА) — род войск, входящий в состав Вооружённых сил Российской Федерации и являющийся основным средством огневого поражения противника в ходе ведения общевойсковых операций. Руководит генерал-лейтенант Клименко, Дмитрий Николаевич.

## Задачи
В задачи Ракетных войск и артиллерии входят:
- завоевание и удержание огневого превосходства над противником;
- поражение его средств ядерного нападения, живой силы, вооружения, военной и специальной техники;
- дезорганизация систем управления войсками и оружием, разведки и радиоэлектронной борьбы;
- разрушение долговременных оборонительных сооружений и других объектов инфраструктуры;
- нарушение работы оперативного и войскового тыла;
- ослабление и изоляция вторых эшелонов и резервов противника;
- уничтожение прорвавшихся в глубину обороны танков и других бронированных машин противника;
- прикрытие открытых флангов и стыков;
- участие в уничтожении воздушных и морских десантов противника;
- дистанционное минирование местности и объектов;
- световое обеспечение ночных действий войск;
- задымление, ослепление объектов противника;
- распространение агитационных материалов и другие.

## История
Первое упоминание о начале применения артиллерийских орудий на Руси относится к далекому 1382 году. Тогда, в течение нескольких суток, отражая штурм войск хана Тохтамыша, героические защитники Москвы применяли не только луки и самострелы, но и вели огонь из тюфяков и пушек, как гласит Никоновская летопись. С тех пор артиллерия, а впоследствии и ракетные войска, становятся неотъемлемой частью российской армии.
Ракетные войска и артиллерия Российской Федерации были созданы на основе частей и соединений Ракетных войск и артиллерии СССР дислоцированных на территории военных округов РСФСР и, кроме того, некоторых частей и соединений РВиА СССР расположенных в Европе, Монголии и республиках бывшего СССР.
Западная группа войск
- 34-я артиллерийская дивизия
- 290-я артиллерийская пушечная Варшавско-Лодзинская Краснознамённая, орденов Кутузова и Богдана Хмельницкого бригада
- 308-я пушечная артиллерийская Лодзинская орденов Суворова и Кутузова бригада
- 385-я гвардейская артиллерийская Одесская Краснознамённая, ордена Богдана Хмельницкого бригада
- 387-я гвардейская пушечная артиллерийская Келецко-Берлинская орденов Кутузова, Богдана Хмельницкого, Александра Невского и Красной звезды бригада
- 390-я гвардейская пушечная артиллерийская Запорожско-Одесская ордена Ленина, Краснознамённая, орденов Суворова и Кутузова бригада
- 122-я противотанковая артиллерийская бригада
- 11-я гвардейская ракетная бригада
- 36-я ракетная бригада

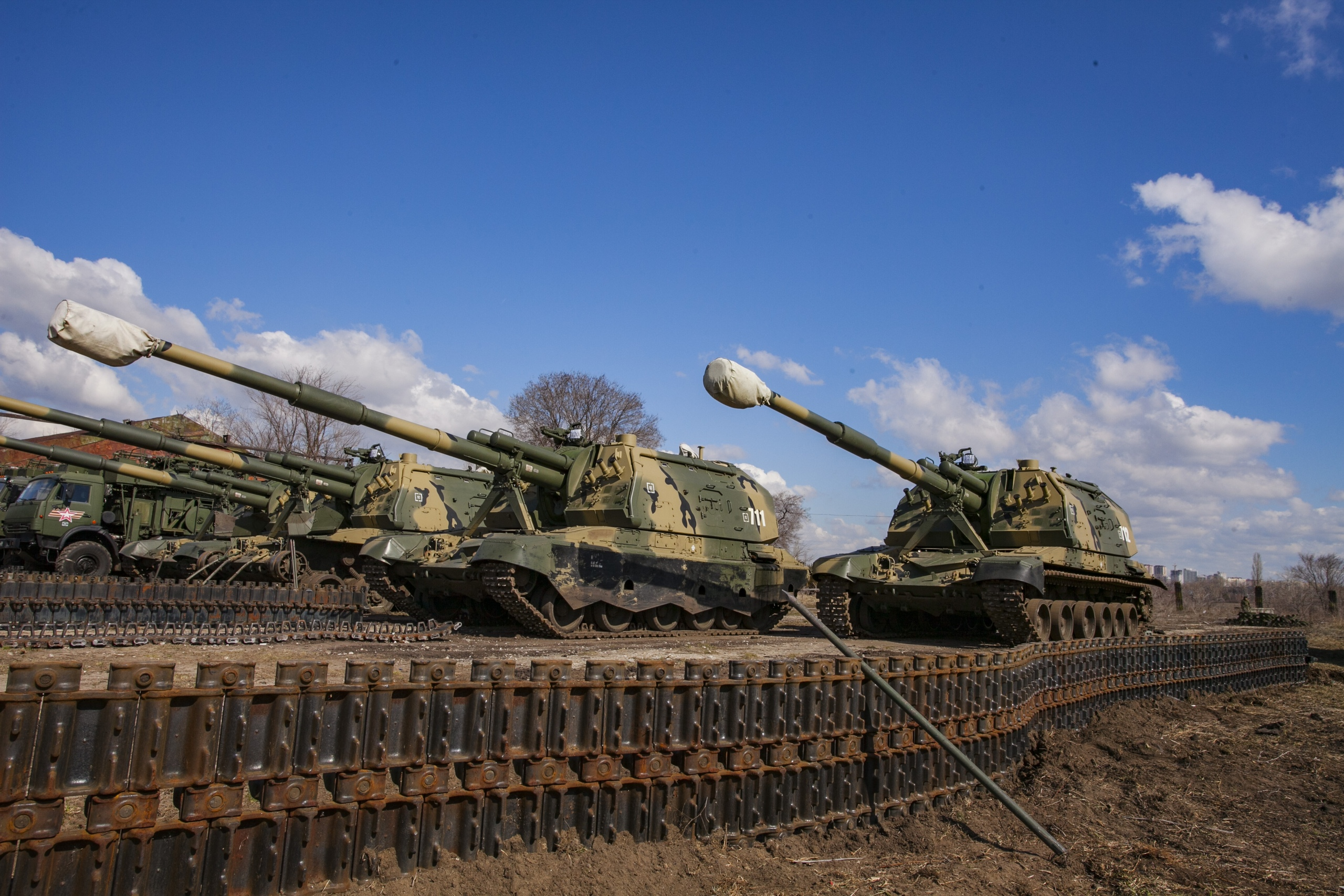
2С19М2 99-го сап на первой тренировке механизированной колонны перед участием в параде Победы 9 мая на центральной площади города воинской славы Воронеж. 9 апреля 2019 г.

- 152-я гвардейская ракетная Брестско-Варшавская ордена Ленина, Краснознамённая, ордена Кутузова бригада
- 164-я ракетная бригада
- 175-я гвардейская ракетная Ясская бригада
- 181-я гвардейская ракетная Новозыбковская Краснознамённая, орденов Суворова и Александра Невского бригада
- 448-я ракетная бригада
- 458-я ракетная бригада
- 464-я ракетная бригада

Северная группа войск
- 114-я гвардейская ракетная Оршанская орденов Суворова и Кутузова бригада

Центральная группа войск
- 211-я гвардейская пушечная артиллерийская Сандомирская ордена Ленина, Краснознамённая бригада
- 442-я ракетная бригада

Закавказский военный округ
- 119-я ракетная бригада
- 943-й реактивный артиллерийский полк

Северо-Западная группа войск
- 918-й реактивный артиллерийский полк
- 384-я артиллерийская бригада большой мощности

## Структура
Организационно ракетные войска состоят из соединений, частей оперативно-тактических и тактических ракет, реактивной артиллерии крупного калибра. Артиллерия состоит из соединений (частей, подразделений) гаубичной, пушечной, реактивной, миномётов, а также артиллерийской разведки, управления и обеспечения.
Части и подразделения ракетных войск и артиллерии организационно входят в виды и рода войск ВС России:
- ракетные войска и артиллерию Сухопутных войск;
- ракетные войска и артиллерию Береговых войск ВМФ;
- артиллерию Воздушно-десантных войск[9][10].

## Военно-учебные заведения
Военно-учебные заведения и воинские части непосредственного подчинения, которые включают:
- Пензенский артиллерийский инженерный институт (ПАИИ) (филиал Военной академии материально-технического обеспечения имени А. В. Хрулёва);
- Михайловская военная артиллерийская академия;
- Кадетский ракетно-артиллерийский корпус (в 2011 году переформирован в Санкт-Петербургский кадетский корпус);
- Саратовское высшее артиллерийское  командное училище ;
- Пять учебных центра боевого применения РВиА/

## День ракетных войск и артиллерии
Профессиональный праздник — День ракетных войск и артиллерии (19 ноября). В годы Великой Отечественной войны в ознаменование заслуг артиллеристов в ходе контрнаступления под Сталинградом, которое началось 19 ноября 1942 г., Указом Президиума Верховного Совета СССР от 21 октября 1944 г. была учреждена памятная дата — День артиллерии.
Именно в этот день артиллерия Юго-Западного и Донского фронтов в начале операции «Уран» мощным огневым ударом нанесла врагу тяжёлые потери и нарушила всю систему его обороны, что позволило советским войскам, избежав значительных потерь, начать контрнаступление, которое завершилось окружением и разгромом противника под Сталинградом.
С 1964 года эта памятная дата стала отмечаться как День ракетных войск и артиллерии.
Согласно Указу Президента РФ от 31 мая 2006 года № 549 «Об установлении профессиональных праздников и памятных дней в Вооруженных силах РФ» ежегодно 19 ноября отмечается памятная дата — День ракетных войск и артиллерии.

## Руководители Ракетных войск и артиллерии Сухопутных войск СССР и Российской Федерации

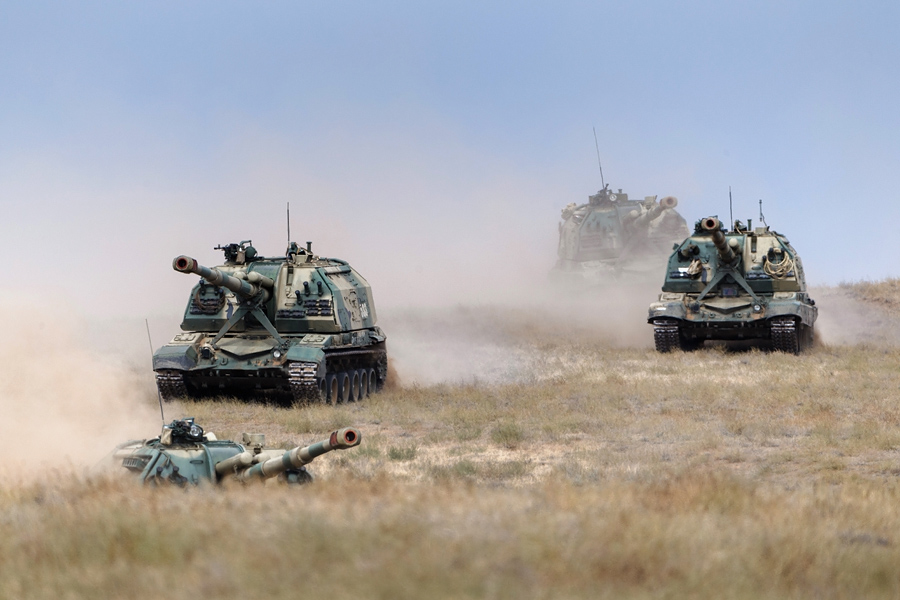
САУ 2С19М1 17-й гв. омсбр на полигоне Ашулук в 2015 году в ходе учений «Центр-2015».

Командующие артиллерией (1943—1961), командующие ракетными войсками и артиллерией (1961—1987), начальники ракетных войск и артиллерии (с 1987), начальники ракетных войск и артиллерии Сухопутных войск (с 2011)
- 1943—1950 — маршал артиллерии (до 1944), главный маршал артиллерии Н. Н. Воронов,
- 1950—1955 — генерал-полковник артиллерии (до 1953), маршал артиллерии М. И. Неделин,
- 1955—1963 — маршал артиллерии (до 1961), главный маршал артиллерии С. С. Варенцов,
- 1963—1969 — маршал артиллерии К. П. Казаков,
- 1969—1983 — генерал-полковник артиллерии (до 1973), маршал артиллерии Г. Е. Передельский,
- 1983—1991 — генерал-полковник артиллерии (до 1989), маршал артиллерии В. М. Михалкин,
- 1991—1997 — генерал-полковник Н. М. Димидюк,
- 1997—2001 — генерал-полковник М. И. Каратуев,
- 2001—2008 — генерал-полковник В. Н. Зарицкий,
- 2009—2010 — генерал-лейтенант С. В. Богатинов,
- с мая 2011 (с октября 2010 и. о.) —2023 — генерал-лейтенант М. М. Матвеевский[12],
- 2023—н. в. — генерал-лейтенант Д.Н. Клименко.

## Формирования
В списке приведены бригады и полки Ракетных войск и артиллерии Сухопутных, Воздушно-десантных и Береговых войск ВМФ Российской Федерации.  

### Артиллерийские дивизии
- 34-я гвардейская артиллерийская дивизия, в/ч н/д (п. Мулино)

### Артиллерийские полки
- 8-й гвардейский артиллерийский полк[14], в/ч 87714 (г. Симферополь и с. Перевальное)
- 50-й гвардейский самоходный артиллерийский полк, в/ч 53185 (п. Шали)
- 99-й гвардейский самоходный артиллерийский полк, в/ч 91727 (г. Богучар)
- 147-й гвардейский самоходный артиллерийский Симферопольский Краснознамённый орденов Суворова, Кутузова и Александра Невского полк, в/ч 73966 (п. Калининец)
- 275-й самоходный артиллерийский Тарнопольский Краснознамённый, орденов Суворова и Кутузова полк, в/ч 73941 (г. Наро-Фоминск)
- 381-й гвардейский артиллерийский Варшавский Краснознамённый, орденов Суворова и Кутузова полк, в/ч 24390 (х. Кузьминка)
- 400-й гвардейский самоходный артиллерийский Трансильванский Краснознаменный, ордена Богдана Хмельницкого полк, в/ч 15871 (г. Чебаркуль)
- 856-й гвардейский самоходный артиллерийский Кобринский Краснознамённый, ордена Богдана Хмельницкого полк, в/ч 23857 (г. Почеп)
- 872-й самоходный артиллерийский Витебско-Хинганский ордена Александра Невского полк, в/ч 75234 (с. Сергеевка)
- 944-й гвардейский самоходный артиллерийский Черновицко-Гнезненский Краснознамённый, орденов Суворова и Богдана Хмельницкого полк
- 1065-й гвардейский артиллерийский Краснознамённый полк, в/ч 62297 (г. Кострома)
- 1140-й гвардейский артиллерийский дважды Краснознамённый полк, в/ч 45377 (г. Псков)
- 1141-й гвардейский артиллерийский полк, в/ч 40515 (г. Анапа)
- 1182-й гвардейский артиллерийский Новгородский Краснознамённый, орденов Суворова, Кутузова, Богдана Хмельницкого и Александра Невского полк, в/ч 93723 (г. Наро-Фоминск)

### Артиллерийские бригады
- 9-я гвардейская артиллерийская Келецко-Берлинская орденов Кутузова, Богдана Хмельницкого, Александра Невского и Красной Звезды бригада, в/ч 02561 (г. Луга)
- 14-я гвардейская артиллерийская бригада
- 17-я гвардейская артиллерийская бригада большой мощности
- 30-я артиллерийская бригада (г. Улан-Удэ)
- 45-я артиллерийская Свирская ордена Богдана Хмельницкого бригада большой мощности, в/ч 31969 (г. Тамбов)
- 52-я артиллерийская бригада
- 74-я артиллерийская бригада
- 75-я артиллерийская бригада
- 104-я артиллерийская бригада
- 120-я гвардейская артиллерийская Волгоградская Краснознамённая, орденов Суворова и Кутузова бригада, в/ч 59361 (г. Юрга)
- 165-я артиллерийская Пражская Краснознамённая, орденов Кутузова и Богдана Хмельницкого бригада, в/ч 02901 (п. Никольское)
- 200-я артиллерийская бригада, в/ч 48271 (п. Горный)
- 227-я гвардейская артиллерийская бригада, в/ч 21797 (пос. Краснооктябрьский)
- 236-я гвардейская артиллерийская бригада, в/ч 53195 (г. Коломна)
- 238-я гвардейская артиллерийская бригада, в/ч 39235 (г. Кореновск)
- 244-я артиллерийская Неманская Краснознамённая, орденов Суворова и Кутузова бригада, в/ч 41603 (г. Калининград)
- 288-я гвардейская артиллерийская Варшавская Краснознамённая, ордена Кутузова бригада, в/ч 30683 (п. Мулино)
- 291-я гвардейская артиллерийская ордена Суворова бригада, в/ч 64670 (ст. Троицкая)
- 305-я гвардейская артиллерийская Гумбинненская ордена Красной Звезды бригада, в/ч 39255 (г. Уссурийск / п. Покровка)
- 385-я гвардейская артиллерийская Одесская Краснознамённая, ордена Богдана Хмельницкого бригада, в/ч 32755 (п. Тоцкое)

### Реактивные артиллерийские бригады и отдельные дивизионы
- 79-я гвардейская реактивная артиллерийская Новозыбковская Краснознамённая, орденов Суворова и Александра Невского бригада, в/ч 53956 (г. Тверь)
- 232-я гвардейская реактивная артиллерийская Пражская Краснознамённая, ордена Суворова бригада, в/ч 31643 (г. Чебаркуль, г. Щучье, п. Плановый)
- 338-я гвардейская реактивная артиллерийская Двинская ордена Александра Невского бригада, в/ч 57367 (г. Уссурийск)
- 439-я гвардейская реактивная артиллерийская Перекопская ордена Кутузова бригада, в/ч 48315 (г. Знаменск)
- 312-й отдельный реактивный артиллерийский дивизион (п. Дачное, Сахалинская обл.)
- 2-й отдельный реактивный артиллерийский дивизион (Курган-Тюбе)

### Ракетные бригады
- 1-я гвардейская ракетная Оршанская орденов Суворова, Кутузова и Жукова бригада, в/ч 31853 (п. Молькино)
- 3-я ракетная бригада, (п. Горный)
- 12-я ракетная бригада, в/ч 25788 (г. Моздок)
- 20-я гвардейская ракетная Берлинская дважды Краснознамённая бригада, в/ч 92088 (г. Уссурийск)
- 26-я ракетная Неманская Краснознамённая бригада, в/ч 54006 (г. Луга)
- 40-я гвардейская ракетная Одесская Краснознамённая бригада
- 47-я ракетная бригада (ст. Дядьковская)
- 92-я ракетная ордена Кутузова бригада, в/ч 30785 (п. Тоцкое)
- 103-я ракетная Краснознамённая, орденов Кутузова и Богдана Хмельницкого бригада, в/ч 47130 (г. Улан-Удэ)
- 107-я гвардейская ракетная Мозырская ордена Ленина, Краснознамённая бригада, в/ч 47062 (г. Биробиджан)
- 112-я гвардейская ракетная Новороссийская ордена Ленина, дважды Краснознамённая, орденов Суворова, Кутузова, Богдана Хмельницкого и Александра Невского бригада, в/ч 03333 (г. Шуя)
- 119-я ракетная бригада, в/ч 49547 (г. Абакан)
- 152-я гвардейская ракетная Брестско-Варшавская ордена Ленина, Краснознамённая, ордена Кутузова бригада, в/ч 54229 (г. Черняховск)
- 448-я ракетная бригада имени С. П. Непобедимого, в/ч 35535 (г. Курск)

### Береговые ракетно-артиллерийские части
- 11-я отдельная береговая ракетно-артиллерийская бригада, в/ч 00916 (п. Уташ)
- 15-я гвардейская береговая ракетная бригада[15], в/ч 80365 (г. Севастополь)
- 27-я отдельная береговая ракетная бригада[16], в/ч 39108 (п. Донское)
- 72-я отдельная береговая ракетная бригада, в/ч 15118 (пгт Смоляниново)
- 75-я отдельная береговая ракетная бригада (о. Сахалин, Итуруп, Кунашир)
- 520-я отдельная береговая ракетно-артиллерийская бригада, в/ч 30973 (г. Петропавловск-Камчатский)
- 536-я отдельная береговая ракетно-артиллерийская бригада, в/ч 10544 (п. Оленья Губа)
- 46-й отдельный береговой ракетный дивизион (г. Каспийск)

## Галерея
- РСЗО «Ураган» 8-го оап отработали контрбатарейную стрельбу на полигоне Опук в Крыму. 15 февраля 2022
- 2С3 «Акация» 7-й рвб на полигоне Цабал в горах Абхазии. 15 февраля 2022
- Стрельбы самоходного миномёта 2С4 45-й абр БМ.
- СПУ 2Б17 РСЗО БМ-21-1 Град 74-й гв. омсбр в Кемеровской области. 17 февраля 2020